# Ковалевко (Куявсько-Поморське воєводство)
Ковалевко (пол. Kowalewko) — село в Польщі, у гміні Кциня Накельського повіту Куявсько-Поморського воєводства.
Населення — 232 особи (2011).
У 1975-1998 роках село належало до Бидгощського воєводства.

## Демографія
Демографічна структура станом на 31 березня 2011 року:
|          | Загалом | Допрацездатний вік | Працездатний вік | Постпрацездатний вік |
| -------- | ------- | ------------------ | ---------------- | -------------------- |
| Чоловіки | 122     | 27                 | 85               | 10                   |
| Жінки    | 110     | 26                 | 61               | 23                   |
| Разом    | 232     | 53                 | 146              | 33                   |